# Kruti Brodî, Iarmolînți
Kruti Brodî (în ucraineană Круті Броди) este un sat în comuna Baranivka din raionul Iarmolînți, regiunea Hmelnîțkîi, Ucraina.

## Demografie
Componența lingvistică a localității Kruti Brodî
     Ucraineană (100%)
Conform recensământului din 2001, toată populația localității Kruti Brodî era vorbitoare de ucraineană (100%).